# Cueva de les Bruixes
La Cueva de les Bruixes (las Brujas, en valenciano) es una prospección arqueológica en Rosell, en la comarca castellonense del Bajo Maestrazgo, La primera excavación data de 1972, si bien ya era conocida anteriormente y era apreciada por sus reservas de guano.
Se encuentra a una altitud de unos 500 m s. n. m., en la margen izquierda del Barranc de Coma Negra, afluente del río Cérvol, y a 35 km en línea recta del yacimiento neolítico de la denominada Cueva Fosca, con el que guarda similitudes.
El propietario de la cueva es Joan Fenollosa Caballer, vecino de Rosell. La galería de la cueva, cuyo eje longitudinal mide 55 m, se divide en tres espacios: un vestíbulo de 12 x 4 m, una sala de 5 x 6 m, y otra sala de 9 x 6,5 m.

## Excavaciones
En 1973, se realizó una cata de los sedimentos. En 1974, Pedro Vernia entregó al Museo Arqueológico de la Plana Baixa - Burriana, los materiales arqueológicos hallados en Bruixes. En 1985 fue concedido el permiso para las excavaciones, con la aquiescencia previa y expresa del propietario, acompañado de una pequeña subvención. Los niveles sedimentarios pertenecen al Neolítico inciso y a la Edad del Bronce.
Los hallazgos de restos humanos y recipientes cerámicos se remontan al cuarto milenio a. C. Los trabajos arqueológicos se han visto condicionados por el mal estado del sedimento, causado por la actividad extractiva de guano en el pasado.
Por otra parte, el estudio paleoambiental y geomorfológico, mediante microscopía electrónica, ha desembocado en el hallazgo de formaciones de esferolitos, que diversos trabajos, junto a la aparición de niveles orgánicos y carbones vegetales, afirman que son fruto de la actividad ganadera.

## Datación
Las tres muestras de carbón recogidas en Bruixes fueron remitidas al Centre de Datation par le Radiocarbone de la Universidad Claude Bernard de Lyon para su datación. La primera muestra se tomó durante la campaña arqueológica de 1985, y dio como resultado una antigüedad desde el 4510 a. C. a circa el 140 a. C. Hacia el 3600 a. C. el hábitat neólitico fue abandonado. El análisis de la segunda muestra (1993) la data del 3445 a. C. a circa el 70 a. C. La tercera muestra (1993) analizada, la sitúa en un marco cronológico de aproximadamente 1365 años, que abarca del 2245 a. C. a circa el 70 a. C.